# Aliansa
 (mars 2025).
Si vous disposez d'ouvrages ou d'articles de référence ou si vous connaissez des sites web de qualité traitant du thème abordé ici, merci de compléter l'article en donnant les références utiles à sa vérifiabilité et en les liant à la section « Notes et références ».
 (mars 2025).
La mise en forme du texte ne suit pas les recommandations de Wikipédia : il faut le « wikifier ».
Les points d'amélioration suivants sont les cas les plus fréquents :
- Les titres sont pré-formatés par le logiciel. Ils ne sont ni en capitales, ni en gras.
- Le texte ne doit pas être écrit en capitales (les noms de famille non plus), ni en gras, ni en italique, ni en « petit »…
- Le gras n'est utilisé que pour surligner le titre de l'article dans l'introduction, une seule fois.
- L'italique est rarement utilisé : mots en langue étrangère, titres d'œuvres, noms de bateaux, etc.
- Les citations ne sont pas en italique mais en corps de texte normal. Elles sont entourées par des guillemets français : « et ».
- Les listes à puces sont à éviter, des paragraphes rédigés étant largement préférés. Les tableaux sont à réserver à la présentation de données structurées (résultats, etc.).
- Les appels de note de bas de page (petits chiffres en exposant, introduits par l'outil «  Source ») sont à placer entre la fin de phrase et le point final[comme ça].
- Les liens internes (vers d'autres articles de Wikipédia) sont à choisir avec parcimonie. Créez des liens vers des articles approfondissant le sujet. Les termes génériques sans rapport avec le sujet sont à éviter, ainsi que les répétitions de liens vers un même terme.
- Les liens externes sont à placer uniquement dans une section « Liens externes », à la fin de l'article. Ces liens sont à choisir avec parcimonie suivant les règles définies. Si un lien sert de source à l'article, son insertion dans le texte est à faire par les notes de bas de page.
- La présentation des références doit suivre les conventions bibliographiques. Il est recommandé d'utiliser les modèles {{Ouvrage}}, {{Chapitre}}, {{Article}}, {{Lien web}} et/ou {{Bibliographie}}. Le mode d'édition visuel peut mettre en forme automatiquement les références.
- Insérer une infobox (cadre d'informations à droite) n'est pas obligatoire pour parachever la mise en page.

Pour une aide détaillée, merci de consulter Aide:Wikification.
Si vous pensez que ces points ont été résolus, vous pouvez retirer ce bandeau et améliorer la mise en forme d'un autre article.
 (mars 2025).
Aliansa – Aerolineas Andinas est une compagnie aérienne colombienne basée à l'aéroport de Vanguardia, dans la ville de Villavicencio. Fondée par Jorge Álvarez et sa famille le 29 août 1989, elle démarre ses activités en 1995. Aliansa exploite des vols cargo et charters passagers, principalement au départ de l'aéroport de Vanguardia, ainsi qu'à destination de l'Amazonie et des plaines orientales de la Colombie. Elle dessert environ 95% des aéroports colombiens.

## Flotte
En août 2020, la flotte se compose de:
| Aéronef        | En service | Remarques                                                                                      |
| -------------- | ---------- | ---------------------------------------------------------------------------------------------- |
| Douglas DC-3   | 3          |                                                                                                |
| Douglas DC-3TP | 1          | DC-3 motorisé par deux Turbopropulseurs, acquis le 28 décembre 2013, modèle unique en Colombie |
| Caravan C-208B | 1          | Nouvellement acquit[réf. nécessaire]                                                           |
| Total          | 5          |                                                                                                |

## Accidents et incidents
- Le mercredi 10 novembre 1999, un DC-3 d'Aliansa immatriculé HK-2581 effectuant un vol cargo, a décollé de l'aéroport de Putumayo à 6 h 40, heure locale. Le vol vers Villaviencio s'est déroulé normalement jusqu'à 11 500 pieds, heure à laquelle l'équipage a effectué son dernier appel au contrôle aérien. À ce moment-là, l'avion avait été déclaré disparu. L'avion a été retrouvé et s'était écrasé dans la région de La Montañita. Il a été déterminé que l'avion s'était désintégré en plein vol, l'épave étant dispersée sur une distance de 7,2 km.
- Le jeudi 18 mars 1999, un DC-3 d'Aliansa immatriculé HK-337 a décollé de l'aéroport de Cúcuta-Camilo Daza pour un vol intérieur à destination d'El Yopal. À bord se trouvaient trois membres d'équipage et cinq passagers avec environ 2 500 kg de fret. L'équipage a déposé un plan de vol VFR avec une altitude de croisière de 11 500 pieds. Le DC-3C a décollé à 15 h 33, heure locale. L'avion n'a pas atteint El Yopal et une mission de recherche a été lancée. L'avion est resté introuvable pendant 23 jours. Finalement, le 12 avril 1999, l'avion a été localisé sur le Radial 287 de l'aéroport de Tame, à 24,2 NM. La répartition de l'épave et les traces d'arbustes intacts près du lieu de l'accident suggèrent que la cause de l'accident était un décrochage.
- Le jeudi 8 mai 2014, un DC-3 d'Aliansa Airlines immatriculé HK-4700 effectuait un vol cargo non-régulier entre Villavicencio et Florencia. La masse du fret à bord était de 2 540 kg. Le décollage a eu lieu à 11 h 15, heure locale, et la visibilité diminuait, rendant le vol à vue quasiment impossible. L'avion a modifié sa trajectoire pour éviter les nuages et les turbulences, mais a survolé un terrain plus montagneux et étendu. L'avion a alors percuté le flanc boisé d'une montagne à 2 070 m d'altitude. L'appareil a été endommagé au point d'être méconnaissable.
- Le dimanche 28 février 2021, un DC-3 immatriculé HK-2006, effectuant un vol de Mitu à Monfort Vaupeson avec trois membres d'équipage, a été victime d'un accident à l'atterrissage à Monfort. Il n'y a pas eu de blessés, mais l'appareil a subi des dommages importants.
- Le jeudi 8 juillet 2021, un DC-3 immatriculé HK-2820, qui effectuait un vol d'entraînement au départ de Villavicencio avec trois membres d'équipage à bord, s'est écrasé alors qu'il survolait Guatiquia, tuant tout le monde à bord.